# Медель (Лукмань)
Медель (Лукмань) (нем. Medel (Lucmagn)) — коммуна в Швейцарии, в кантоне Граубюнден. 
Входит в состав округа Сурсельва. Население составляет 464 человека (на 31 декабря 2006 года). Официальный код  —  3983.

## Фотографии

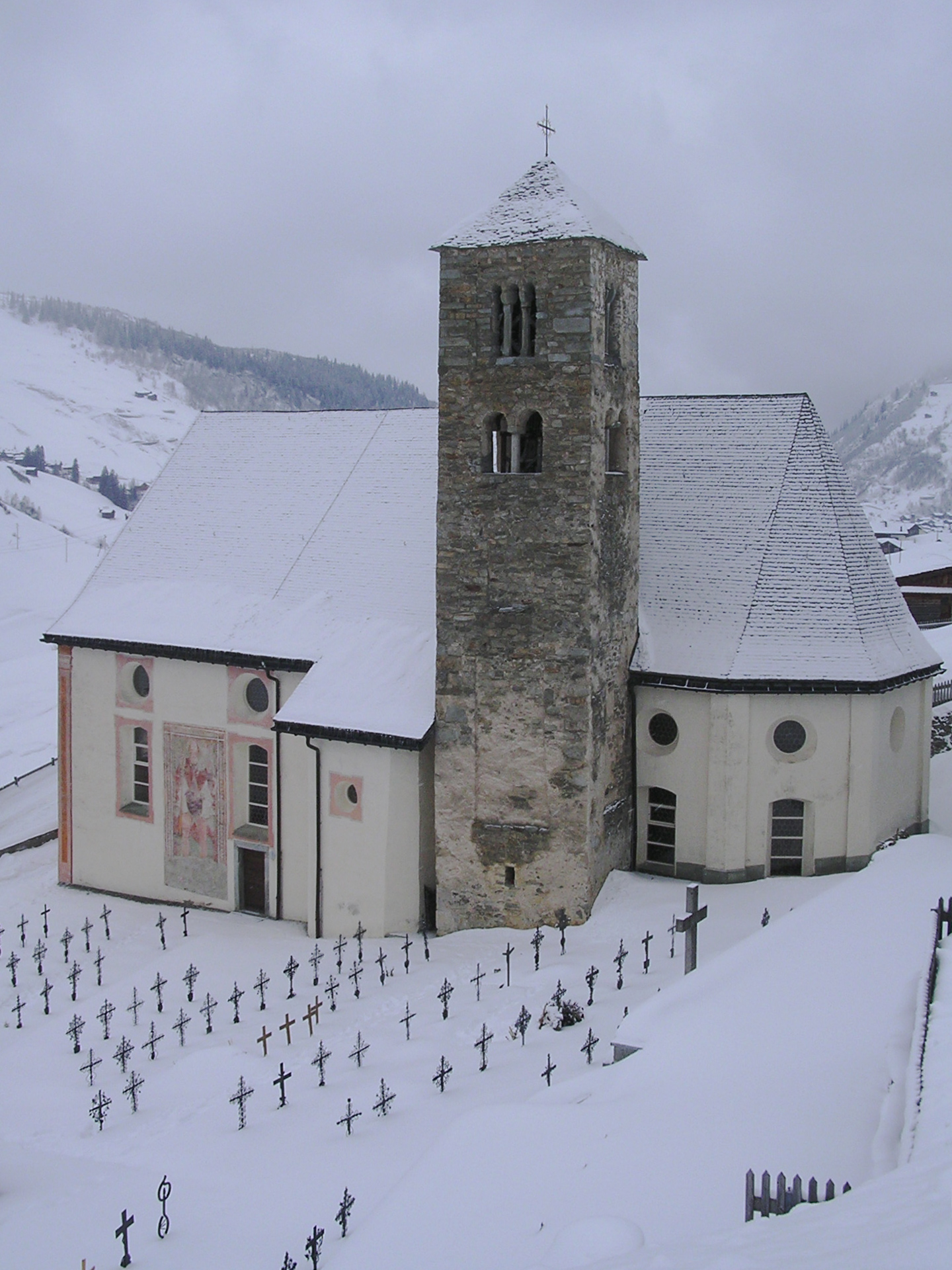
Церковь
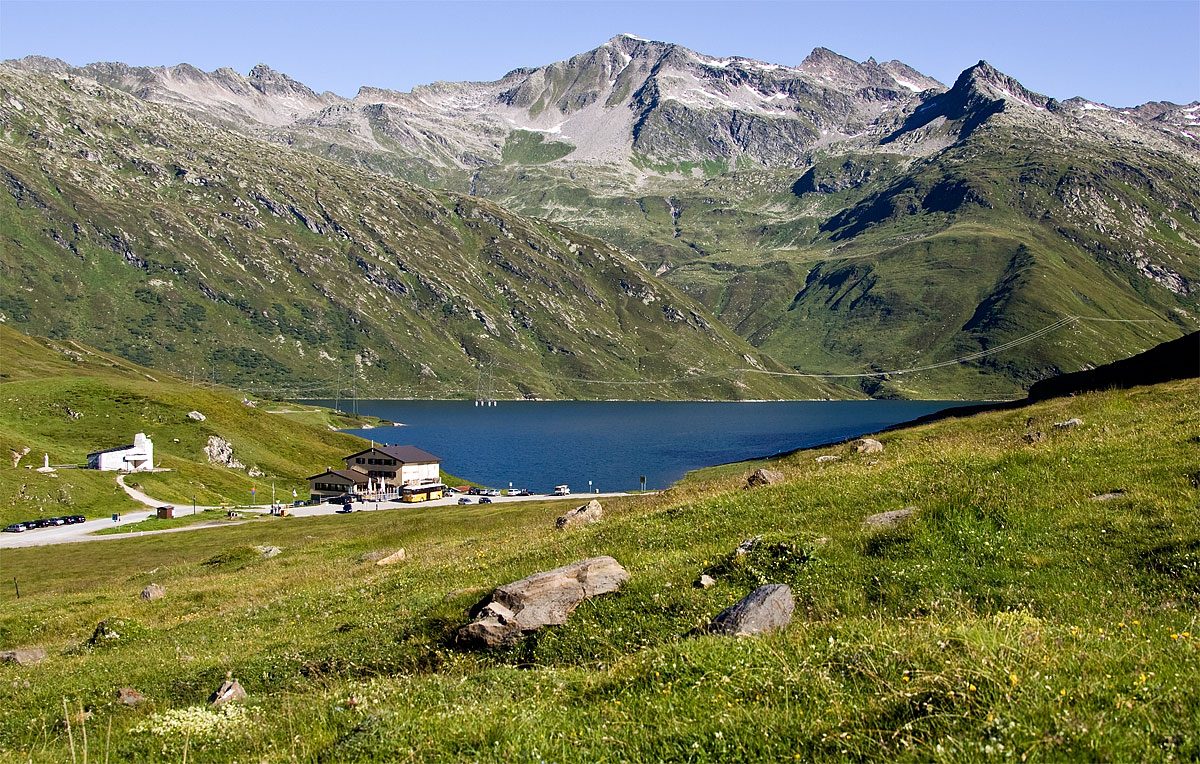
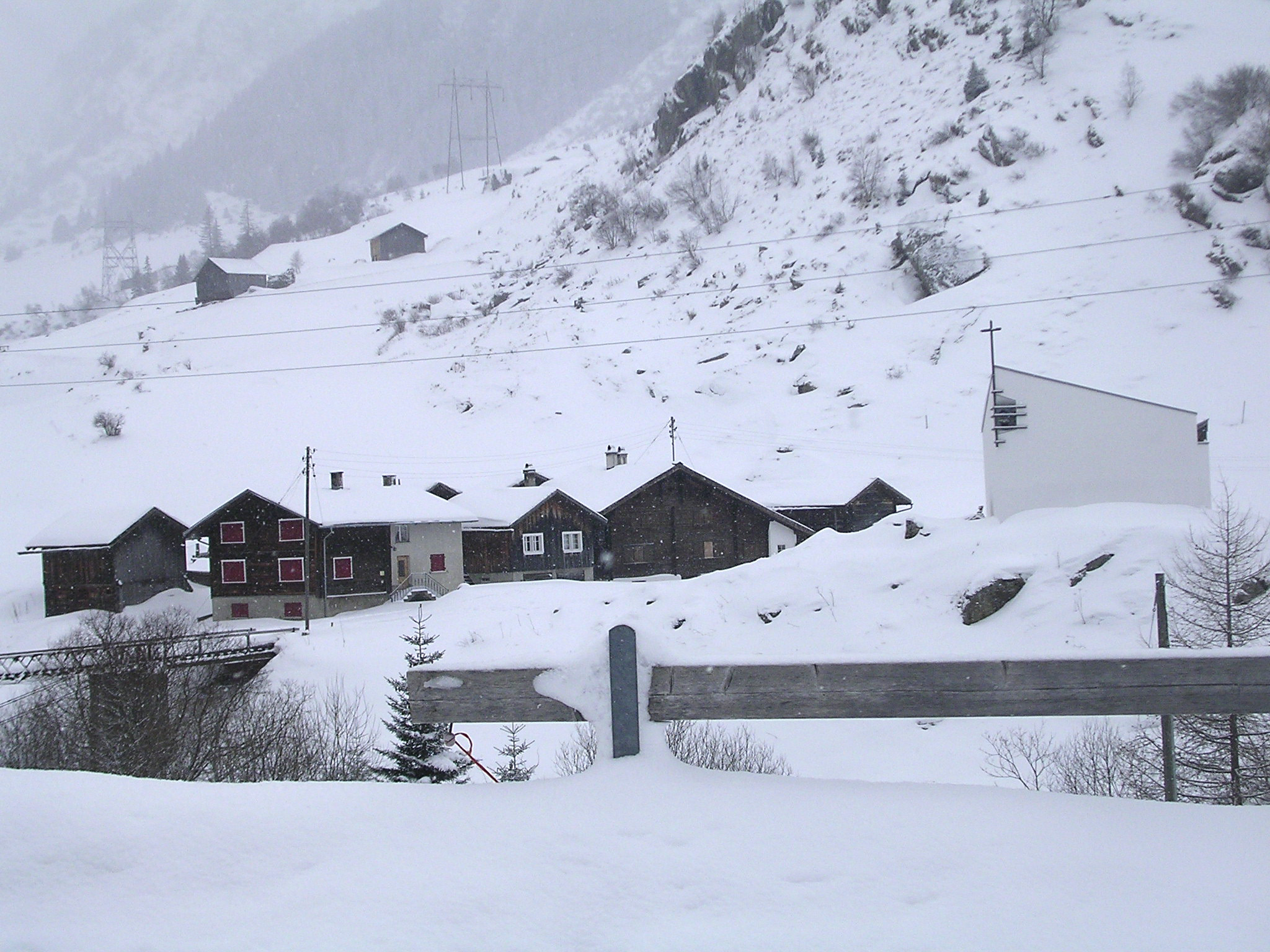
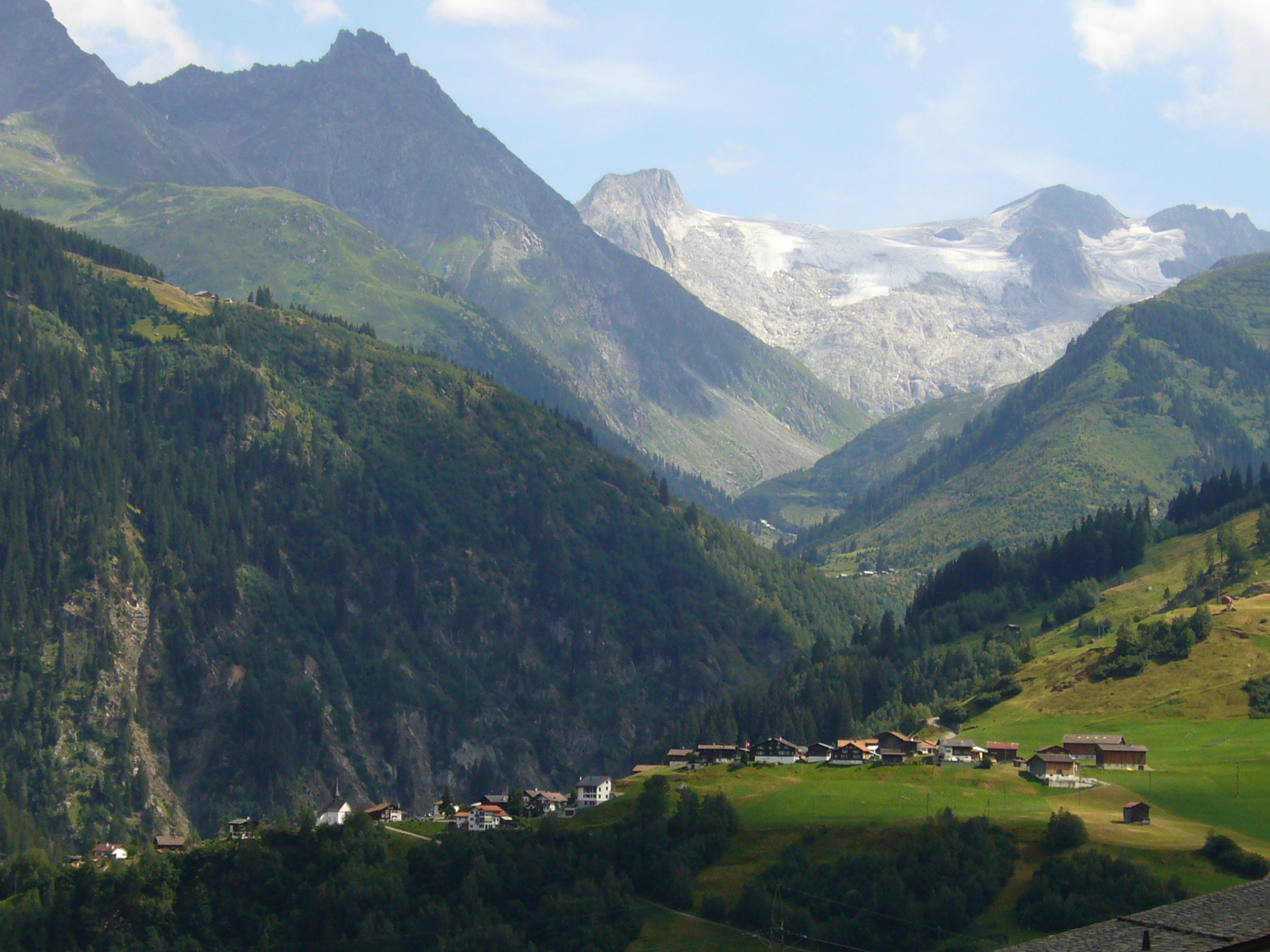